# Mystic River
Mystic River (tạm dịch: Dòng sông kì bí) là một bộ phim chính kịch bí ẩn do Clint Eastwood đạo diễn và soạn nhạc. Phim có sự tham gia của Sean Penn, Tim Robbins, Kevin Bacon, Laurence Fishburne, Marcia Gay Harden và Laura Linney. Kịch bản phim do Brian Helgeland viết dựa trên cuốn tiểu thuyết cùng tên của Dennis Lehane. Phim là sự hợp tác sản xuất giữa Robert Lorenz, Judie G. Hoyt và Eastwood. Đây là bộ phim đầu tiên mà Eastwood được ghi nhận giữ vị trí soạn nhạc nền phim.
Mystic River được đề cử cho giải Oscar ở các hạng mục Phim Hay Nhất, Đạo Diễn Xuất Sắc Nhất, Nam Chính Xuất Sắc Nhất cho Penn, Chuyển Thể Kịch Bản Xuất Sắc Nhất, Nữ Phụ Xuất Sắc Nhất cho Harden, và Nam Phụ Xuất Sắc Nhất cho Robbins. Penn và Robbins chiến thắng ở cả hai hạng mục lần lượt được đề cử, đánh dấu cột mốc cho phim Mystic River trở thành phim thứ hai trong lịch sử giải Oscar thắng cả hai giải Nam Chính và Nam Phụ Xuất Sắc Nhất trong cùng một phim sau phim Ben-Hur năm 1959. Đến năm 2013, phim Dallas Buyers Club trở thành phim thứ ba trong lịch sử giải đạt được thành tích này.

## Nội dung phim
Phim mở đầu vào thời điểm năm 1975, 3 cậu bé: Jimmy Markum, Sean Devine và Dave Boyle đang chơi khúc côn cầu (hockey) trên đường phố ở Boston. Có hai người đàn ông giả làm cảnh sát đến bắt cóc Dave, nhốt cậu ở một nơi hẻo lánh và lạm dụng tình dục cậu trong 4 ngày. Dave sau đó đã tìm cách trốn thoát được.
25 năm sau đó, cả 3 cậu bé đã trưởng thành, vẫn sống ở Boston, nhưng đã không còn thân thiết với nhau nhiều như xưa. Jimmy đã từng là một tội phạm, hiện đang làm chủ một cửa hàng tiện lợi; Sean là một thanh tra ở Cục Cảnh Sát tiểu bang Massachusetts; Dave là công nhân lao động và vẫn còn bị ám ảnh bởi quá khứ bị bắt cóc ngày trước. Jimmy và Dave là hàng xóm của nhau và cũng có liên quan với nhau về mặt hôn nhân của hai bên gia đình. Vợ của Sean, Lauren, đang mang bầu và đã ly thân với anh. Cô thường gọi điện cho anh, nhưng không bao giờ mở một lời nào trên điện thoại. Con gái 19 tuổi của Jimmy, Katie, đang bí mật hẹn hò với Brendan Harris, nam thanh niên sinh trưởng trong một gia đình mà Jimmy rất khinh thường. Brendan và Katie đang lên kế hoạch bỏ trốn cùng nhau đến Las Vegas.
Một tối nọ, Katie đi chơi cùng với những người bạn gái của mình và Dave thấy cô trong một quán rượu tại địa phương. Tối đó, Katie bị giết, và Dave trở về nhà trong tình trạng tay bị thương và máu me đầy người. Dave bảo vợ mình rằng anh đã đánh nhau với một kẻ trộm cắp và có thể anh đã giết hắn ta rồi.
Sean và đồng nghiệp, trung sĩ Whitey Powers, điều tra vụ giết Katie. Trong khi đó thì Jimmy cũng tự mình đi điều tra bằng cách nhờ hàng xóm dùng các mối quan hệ quen biết để thu thập chứng cứ. Sean phát hiện ra rằng Katie dường như biết kẻ thủ ác giết mình là ai và kể cả khẩu súng dùng để giết cô, một cây súng ổ xoay .38 inch. Cây súng này đã từng được dùng trong một vụ cướp ở cửa hàng bán rượu vào năm 1984, và kẻ cướp chính là "Just Ray" Harris, cha của Brendan. Ray đã biến mất kể từ năm 1989, nhưng Brendan cho biết ông ấy vẫn chu cấp 500 đô mỗi tháng cho gia đình mình. Brendan cũng giả vờ như không biết khẩu súng của Ray. Trung sĩ Whitey nghi ngờ rằng Dave là hung thủ vì mỗi lần hỏi về việc tại sao tay của Dave bị thương là Dave lại thay đổi lời khai. Dave tiếp tục có những hành động kỳ hoặc, khiến vợ của anh rất bực mình đến nỗi chị bỏ nhà đi, đến gặp Jimmy để bảo rằng có thể Dave có dính líu tới vụ giết người.
Jimmy và bạn của anh đến đối chất với Dave tại bờ sông Mystic. Jimmy thú nhận với Dave rằng chính Jimmy đã giết "Just Ray", khiến anh ngồi tù những năm trước. Dave cũng cho Jimmy biết rằng chính Dave cũng đã giết một người, nhưng người bị giết không phải là Katie. Dave đã đập chết một gã đàn ông đang dụ dỗ mua dâm vị thành niên. Jimmy không tin vào lời của Dave nói và anh rút ra một con dao hăm dọa, nhưng hứa với Dave rằng sẽ để anh sống nếu Dave chịu thú nhận chính mình đã giết Katie. Tuy nhiên, khi Dave nhận tội đã giết Katie, Jimmy đã giết anh và quăng xác xuống  sông Mystic.
Trong khi đó ở nhà mình, Brendan đang hỏi cung đứa em trai "Silent Ray" và thằng bạn của nó John O'Shea về vụ án giết Katie, sau khi cậu ta tìm thấy khẩu súng bị mất của cha mình trong phòng đứa em. Brendan đánh cả hai đứa, bắt phải nhận tội đã giết Katie. Trong lúc John rút khẩu súng chuẩn bị bắn Brendan thì Sean và Whitey đã đến, kịp thời tước súng trên tay John, gọi 911 và bắt giam cả John lẫn Silent Ray.
Sáng hôm sau, Sean kể Jimmy nghe rằng chính John và Silent Ray đã thú nhận giết Katie vì lỡ đùa nghịch súng. Chúng tìm thấy khẩu súng và đem ra ngoài chơi. Chúng chĩa súng vào Katie và giả vờ cướp cò, ai ngờ súng còn đạn và đã bắn trúng Katie tuy không vào chỗ hiểm. Katie hoảng loạn chạy đi, Silent Ray và John vì sợ bị lộ chuyện nên đã dí theo và giết Katie để bịt miệng. Sean hỏi Jimmy có gặp Dave ở đâu không vì Sean muốn hỏi Dave về một vụ án khác liên quan tới việc một kẻ mua dâm vị thành niên đã bị giết. Jimmy, lúc này đang rất quẫn trí, đã cảm ơn Sean vì đã tìm ra hung thủ giết con gái mình, nhưng cũng nói rằng: "Phải chi cậu nhanh hơn một chút." Sean hiểu ra, sau đó hỏi Jimmy: "Vậy có định gửi Celeste Boyle 500 đô mỗi tháng không?"
Sean sau đó làm hòa với vợ mình và đứa con gái Nora, sau khi xin lỗi cô vì đã "quá ham công tiếc việc và quên đi cô". Jimmy đến bên vợ mình, Annabeth, thú nhận tất cả. Cô an ủi anh và bảo anh là "một vị vua" và "đã là vua thì không bao giờ quyết định sai lầm". Tại một buổi diễu hành trong thị trấn, con trai của Dave rất buồn vì đang chờ cha mình tới (cậu bé chưa biết rằng cha mình đã chết). Sean thấy Jimmy đang đứng ở buổi diễu hành, bàn tay anh làm động tác bắn súng để cho Jimmy biết rằng anh sẽ đến bắt Jimmy. Jimmy đứng đó, đưa hai tay lên ra hiệu cho biết anh đã sẵn sàng.

## Diễn viên
- Sean Penn trong vai James "Jimmy" Markum
  - Jason Kelly trong vai Jimmy Markum lúc nhỏ
- Tim Robbins trong vai Dave Boyle
  - Cameron Bowen trong vai Dave Boyle lúc nhỏ
- Kevin Bacon trong vai thanh tra Sean Devine
  - Connor Paolo trong vài Sean Devine lúc nhỏ
- Laurence Fishburne trong vài Trung sĩ thanh tra Whitey Powers
- Marcia Gay Harden trong vai Celeste Samarco Boyle, vợ của Dave
- Laura Linney trong vai Annabeth Markum, vợ Jimmy
- Tom Guiry trong vai Brendan Harris, con trai lớn của "Just Ray" Harris và Esther Harris
- Spencer Treat Clark trong vai "Silent Ray" Harris, con trai nhỏ của "Just Ray" Harris và Esther Harris
- Andrew Mackin trong vai John O'Shea, bạn của "Silent Ray"
- Emmy Rossum trong vai Katie Markum, con gái của Jimmy
- Jenny O'Hara trong vai Esther Harris, vợ của "Just Ray" Harris, mẹ của Brendan và "Silent Ray"
- Kevin Chapman trong vai Val Savage
- Adam Nelson trong vai Nick Savage
- Robert Wahlberg trong vai Kevin Savage
- Cayden Boyd trong vai Michael Boyle, con trai của Dave và Celeste
- John Doman trong vai Tài xế
- Tori Davis trong vai Lauren Devine, vợ của Sean
- Jonathan Togo trong vai Pete
- Will Lyman trong vai Cảnh sát đặc nhiệm FBI Birden
- Ari Graynor trong vai Eve Pigeon
- Ken Cheesemen trong vai bạn của Dave trong quán rượu
- Michael McGovern trong vai phóng viên năm 1975
- Kevin Conway (không liệt kê) trong vai Theo
- Eli Wallach (không liệt kệ) trong vài Ngài Loonie.

## Sản xuất
Quá trình quay phim chủ yếu diễn ra ở Boston. Đạo diễn Client Eastwood cho biết cả 3 nam chính của phim đều là lựa chọn đầu tiên của ông.

## Phát hành

### Thành công nghệ thuật
Trên trang đánh giá phim Rotten Tomatoes, phim Mystic River nhận được 88% dựa trên 206 đánh giá, với số điểm trung bình 7.77/10. Các nhà phê bình đồng thuận cho rằng: "Mystic River, một bộ phim mang màu sắc u ám, đã bóc tách thành công những mảng bi kịch của mỗi cá thể trong phim, với sự diễn xuất tuyệt với của dàn diễn viên có thực lực." Tại trang Metacritic, phim nhận về tổng điểm 84 trên thang điểm 100, dựa trên 42 lời phê, tương đương với kết quả "phim hay". Khán giả bình chọn trên CinemaScore cho điểm "B+" trên thang điểm từ A+ (cao nhất) đến F (thấp nhất).
Peter Travers của tờ Rolling Stone viết: "Clint Eastwood đã đưa toàn bộ kinh nghiệm của mình để chỉ đạo Mystic River. Phim của ông như chơi trốn tìm với người xem, ẩn hiện khiến bạn bị rối loạn, rồi sau đó là đánh gục bạn. Bạn không thể rời mắt một chi tiết nào. Rất ám ảnh, rất huyền hoặc."

### Doanh thu
Phim đem về doanh thu 156.822.020 đô la toàn cầu, cao hơn rất nhiều so với kinh phí làm phim 30 triệu đô la, trong đó có 90.135.191 là từ nội địa Hoa Kỳ và 66.686.829 là từ các phòng vé thị trường quốc tế.